# Чэнь Лэй (1917)
Чэнь Лэй (кит. 陈雷, 25 октября 1917, Хуачуань, Цзилинь — 5 декабря 2006, Харбин) — китайский государственный и политический деятель, губернатор провинции Хэйлунцзян с 1953 по 1954 гг. и с 1979 по 1985 гг.
Состоял в Северо-Восточной антияпонской объединённой армии.
Член Центрального комитета Компартии Китая 10-го созыва.

## Биография
Родился 25 октября 1917 года в уезде Хуачуань, провинция Цзилинь.
В феврале 1936 году вступил в Коммунистическую партию Китая. Во время Культурной революции в Китае подвергался политическим репрессиям.
Дважды в разное время занимал должность губернатора провинции Хэйлунцзян: с декабря 1953 по август 1954 года и с декабря 1979 по май 1985 года.
Скончался 5 декабря 2006 года в Харбине в возрасте 89 лет.